# Cupa Orașelor Târguri 1958-1960
Ediția a doua a Cupei Orașelor Târguri a fost câștigată din nou de FC Barcelona care a învins în finală o altă echipă engleză respectiv Birmingham City FC.
Față de prima ediție, numărul participantelor a crescut la 16 iar ca mod de desfășurare s-a optat pentru sistemul eliminatoriu, ceea ce a dus la scurtarea duratei competiției de la trei ani la doi.

## Optimi de finală
| Echipa 1                     | Total  | Echipa 2             | Turul I | Turul II | Baraj |
| ---------------------------- | ------ | -------------------- | ------- | -------- | ----- |
| Selecționata Belgrad         | 11 – 4 | FC Lausanne-Sport    | 6 – 1   | 5 – 3    |       |
| Stævnet                      | 2 – 7  | Chelsea FC Londra    | 1 – 3   | 1 – 4    |       |
| Selecționata Köln            | 2 – 4  | Birmingham City FC   | 2 – 2   | 0 – 2    |       |
| RU Saint-Gilloise            | 6 – 2  | Selecționata Leipzig | 6 – 1   | 0 – 1    |       |
| Hannoverscher SV 1896 eV     | 2 – 4  | AS Roma SpA          | 1 – 1   | 1 – 3    |       |
| Selecționata Basel           | 3 – 7  | FC Barcelona         | 1 – 2   | 2 – 5    |       |
| Selecționata Zagreb          | 4 – 3  | Újpesti Dózsa SC     | 4 – 2   | 0 – 1    |       |
| FC Internazionale Milano Spa | 8 – 1  | Olympique Lyonnais   | 7 – 0   | 0 – 1    |       |

### Turul I
| Selecționata Belgrad                                                 | 6 – 1 | FC Lausanne-Sport |
| -------------------------------------------------------------------- | ----- | ----------------- |
| Milutinović 40', 88' Kostić 58', 63' Mitić 65' Ognjanović 67' (pen.) |       | Jonsson 2'        |

| Stævnet       | 1 – 3 | Chelsea FC Londra                     |
| ------------- | ----- | ------------------------------------- |
| Gronemann 25' |       | Harrison 13' Greaves 54' Nicholas 90' |

| Selecționata Köln      | 2 – 2 | Birmingham City FC  |
| ---------------------- | ----- | ------------------- |
| Brungs 7' Pfeiffer 12' |       | Neal 40' Hooper 60' |

| RU Saint-Gilloise                                                  | 6 – 1 | Selecționata Leipzig |
| ------------------------------------------------------------------ | ----- | -------------------- |
| van den Berg 12', 51' van Cauwelaert 16', 62' van Dormael 40', 59' |       | Scherbarth 86'       |

| Hannoverscher SV 1896 eV | 1 – 3 | AS Roma SpA                 |
| ------------------------ | ----- | --------------------------- |
| Kellermann 69'           |       | Tasso 25' da Costa 74', 78' |

| Selecționata Basel | 1 – 2 | FC Barcelona             |
| ------------------ | ----- | ------------------------ |
| Hosp 76'           |       | Evaristo 54' Gensana 80' |

| Selecționata Zagreb                                | 4 – 2 | Újpesti Dózsa SC        |
| -------------------------------------------------- | ----- | ----------------------- |
| Győrvari 19' (a.g.) Jerković 33', 55' Lackovic 70' |       | Szusza 31' Bencsics 40' |

| FC Internazionale Milano Spa                           | 7 – 0 | Olympique Lyonnais |
| ------------------------------------------------------ | ----- | ------------------ |
| Angelillo 17' 28' Firmani 37' 72' 75' 79' Lindskog 56' |       |                    |

### Turul II
| FC Lausanne-Sport            | 3 – 5 | Selecționata Belgrad                            |
| ---------------------------- | ----- | ----------------------------------------------- |
| Regamey 29' Stalder 53', 62' |       | Rudinski 13', 75' Kostić 32', 89' Šekularac 87' |

Selecționata Belgrad s-a calificat cu scorul general 11–4.
| Chelsea FC Londra                           | 4 – 1 | Stævnet   |
| ------------------------------------------- | ----- | --------- |
| Lees 6' (a.g.) Greaves 44', 70' Sillett 72' |       | Schøne 7' |

Chelsea FC Londra s-a calificat cu scorul general 7–2.
| Birmingham City FC    | 2 – 0 | Selecționata Köln |
| --------------------- | ----- | ----------------- |
| Larkin 59' Taylor 67' |       |                   |

Birmingham City FC s-a calificat cu scorul general 4–2.
| Újpesti Dózsa SC | 1 – 0 | Selecționata Zagreb |
| ---------------- | ----- | ------------------- |
| Szini 73'        |       |                     |

Selecționata Zagreb s-a calificat cu scorul general 4–3.
| FC Barcelona                                             | 5 – 2 | Selecționata Basel            |
| -------------------------------------------------------- | ----- | ----------------------------- |
| Villaverde 15' Czibor 23', 86' Evaristo 34' Gonzalez 55' |       | Hügi II 69' (pen.) Burger 77' |

FC Barcelona s-a calificat cu scorul general 7–3.
| AS Roma SpA | 1 – 1 | Hannoverscher SV 1896 eV |
| ----------- | ----- | ------------------------ |
| Tasso 23'   |       | Gollnow 4'               |

AS Roma SpA s-a calificat cu scorul general 4–2.
| Olympique Lyonnais | 1 – 1 | FC Internazionale Milano Spa |
| ------------------ | ----- | ---------------------------- |
| Cossou 19'         |       | Rovatti 70'                  |

FC Internazionale Milano SpA s-a calificat cu scorul general 8–1.
| Selecționata Leipzig | 1 – 0 | RU Saint-Gilloise |
| -------------------- | ----- | ----------------- |
| Scherbarth 64'       |       |                   |

RU Saint-Gilloise s-a calificat cu scorul general 6–2.

## Sferturi de finală
| Echipa 1           | Total | Echipa 2                     | Turul I | Turul II | Baraj |
| ------------------ | ----- | ---------------------------- | ------- | -------- | ----- |
| Chelsea FC Londra  | 2 – 4 | Selecționata Belgrad         | 1 – 0   | 1 – 4    |       |
| RU Saint-Gilloise  | 3 – 1 | AS Roma SpA                  | 2 – 0   | 1 – 1    |       |
| Birmingham City FC | 4 – 3 | Selecționata Zagreb          | 1 – 0   | 3 – 3    |       |
| FC Barcelona       | 8 – 2 | FC Internazionale Milano Spa | 4 – 0   | 4 – 2    |       |

### Turul I
| Chelsea FC Londra | 1 – 0 | Selecționata Belgrad |
| ----------------- | ----- | -------------------- |
| Brabrook 30'      |       |                      |

| RU Saint-Gilloise            | 2 – 0 | AS Roma SpA |
| ---------------------------- | ----- | ----------- |
| van Dormeal 35' Janssens 61' |       |             |

| Birmingham City FC | 1 – 0 | Selecționata Zagreb |
| ------------------ | ----- | ------------------- |
| Larkin 41'         |       |                     |

| FC Barcelona                                            | 4 – 0 | FC Internazionale Milano Spa |
| ------------------------------------------------------- | ----- | ---------------------------- |
| E. Martínez 11' Ribelles 34' Villaverde 77' Segarra 81' |       |                              |

### Turul II
| Selecționata Belgrad                        | 4 – 1 | Chelsea FC Londra |
| ------------------------------------------- | ----- | ----------------- |
| Petaković 3' Mihajlovic 42', 86' Kostić 65' |       | Brabrook 51'      |

Selecționata Belgrad s-a calificat cu scorul general 4–2.
| AS Roma SpA  | 1 – 1 | RU Saint-Gilloise |
| ------------ | ----- | ----------------- |
| da Costa 23' |       | Van Den Berg 49'  |

RU Saint-Gilloise s-a calificat cu scorul general 3–1.
| Selecționata Zagreb          | 3 – 3 | Birmingham City FC         |
| ---------------------------- | ----- | -------------------------- |
| Dvornić 52', 72' Gaspert 87' |       | Larkin 32', 62' Hooper 47' |

Birmingham City s-a calificat cu scorul general 4–3.
| FC Internazionale Milano Spa | 2 – 4 | FC Barcelona                      |
| ---------------------------- | ----- | --------------------------------- |
| Firmani 50' Mereghetti 59'   |       | E. Martínez 9' 74' Kubala 51' 89' |

Barcelona s-a calificat cu scorul general 8–2.

## Semifinale
| Echipa 1             | Total | Echipa 2           | Turul I | Turul II | Baraj |
| -------------------- | ----- | ------------------ | ------- | -------- | ----- |
| RU Saint-Gilloise    | 2 – 8 | Birmingham City FC | 1 – 4   | 1 – 4    |       |
| Selecționata Belgrad | 2 – 4 | FC Barcelona       | 1 – 1   | 1 – 3    |       |

### Turul I
| RU Saint-Gilloise          | 2 – 4 | Birmingham City FC                          |
| -------------------------- | ----- | ------------------------------------------- |
| Janssens 9' Cauwelaert 46' |       | Hooper 25' Gordon 39' Taylor 72' Barret 79' |

| Selecționata Belgrad | 1 – 1 | FC Barcelona |
| -------------------- | ----- | ------------ |
| Kostić 69'           |       | Evaristo 44' |

### Turul II
| Birmingham City FC                           | 4 – 2 | RU Saint-Gilloise              |
| -------------------------------------------- | ----- | ------------------------------ |
| Gordon 15', 63' Larkin 32' Hooper 89' (pen.) |       | Janssens 60' Diricx 78' (pen.) |

Birmingham City s-a calificat cu scorul general 8–4.
| FC Barcelona                        | 3 – 1 | Selecționata Belgrad       |
| ----------------------------------- | ----- | -------------------------- |
| Kubala 5' Evaristo 57' Martinez 85' |       | Mihajlovic 43' · Tasić 80' |

Barcelona s-a calificat cu scorul general 4–2.

## Finala

### Turul I
| Birmingham City FC | Birmingham City FC | FC Barcelona | FC Barcelona |
| | \| Finala (tur) \| \| 29 martie 1960, ora 19:15 la Birmingham (Saint Andrew’s) \| \| Scor: 0 – 0 (0 – 0) \| \| Spectatori: 59.234 \| \| Arbitru: Lucien van Nuffel (Belgia) \|                               |              |              |
| - Johnny Schofield - Brian Farmer - George Allen - Johnny Watts - Trevor Smith - Dick Neal - Gordon Astall - Johnny Gordon - Don Weston - Bryan Orritt - Harry Hooper Antrenor: Pat Beasley | - Antoni Ramallets - Ferran Olivella - Sígfrid Gràcia - Joan Segarra - Rodri - Enric Gensana - Lluís Coll - Sándor Kocsis - Eulogio Martínez - Enrique Ribelles - Ramón Villaverde Antrenor: Helenio Herrera |              |              |
| Finala (tur) | |              |              |
| 29 martie 1960, ora 19:15 la Birmingham (Saint Andrew’s) | |              |              |
| Scor: 0 – 0 (0 – 0) | |              |              |
| Spectatori: 59.234 | |              |              |
| Arbitru: Lucien van Nuffel (Belgia) | |              |              |

### Turul II
| FC Barcelona | FC Barcelona | Birmingham City FC | Birmingham City FC |
| | \| Finala (retur) \| \| 4 mai 1960, ora 19:15 la Barcelona (Camp Nou) \| \| Scor: 4 – 1 (1 – 0) \| \| Spectatori: 70.000 \| \| Arbitru: Lucien van Nuffel (Belgia) \|                       |                    |                    |
| - Antoni Ramallets - Ferran Olivella - Rodri - Sígfrid Gràcia - Martí Vergés - Joan Segarra - Lluís Coll - Enrique Ribelles - Eulogio Martínez - László Kubala - Zoltán Czibor Antrenor: Helenio Herrera | - Johnny Schofield - Brian Farmer - George Allen - Johnny Watts - Trevor Smith - Dick Neal - Gordon Astall - Johnny Gordon - Don Weston - Peter Murphy - Harry Hooper Antrenor: Pat Beasley |                    |                    |
| 1 – 0 Eulogio Martínez (3) 2 – 0 Zoltán Czibor (6) 3 – 0 Zoltán Czibor (48) 4 – 0 Lluís Coll (78) | 4 – 1 Harry Hooper (82) |                    |                    |
| Finala (retur) | |                    |                    |
| 4 mai 1960, ora 19:15 la Barcelona (Camp Nou) | |                    |                    |
| Scor: 4 – 1 (1 – 0) | |                    |                    |
| Spectatori: 70.000 | |                    |                    |
| Arbitru: Lucien van Nuffel (Belgia) | |                    |                    |

## Golgheteri
6 goluri
- Bora Kostić (Selecționata Belgrad, Steaua Roșie)

5 goluri
- Eddie Firmani (FC Internazionale Milano Spa)
- Eulogio Martínez (FC Barcelona)
- Bernard Larkin (Birmingham City FC)
- Harry Hooper (Birmingham City FC)

4 goluri
- Evaristo de Macedo (FC Barcelona)
- Zoltán Czibor (FC Barcelona)
- Gordon (Birmingham City FC)